# Everything, Everything (película)
Everything, Everything es una película de drama romántico de 2017 dirigida por Stella Meghie y escrita por J. Mills Goodloe, basado en la novela del mismo nombre escrita por Nicola Yoon. Es protagonizada por Amandla Stenberg y Nick Robinson, fue producida por Warner Bros. y Metro-Goldwyn-Mayer y se estrenó el 19 de mayo de 2017.

## Personajes
- Amandla Stenberg como Maddy Whittier.
- Nick Robinson como Olly Bright.
- Anika Noni Rose como la Dra. Pauline Whittier, la madre de Maddy.
- Ana de la Reguera como Carla, enfermera de Maddy.
- Taylor Hickson como Kara Bright, hermana menor de Olly.

## Producción
La filmación se inició el 6 de septiembre de 2016, en Vancouver, British Columbia.

## Lanzamiento
Everything, Everything fue estrenada el 19 de mayo de 2017.

### Recaudación
Hasta el 22 de junio de 2017 Everything, Everything recaudó 33.4 millones de dólares en los Estados Unidos y Canadá y más 4.8 millones es otros países, o sea una recaudación mundial de $38.2 millones, contra un presupuesto de $10 millones.
En Estados Unidos el filme fue lanzado junto a Alien: Covenant y Diary of a Wimpy Kid: The Long Haul, y se esperaba recaudar $10–12 millones de 2,801 salas de cine durante su fin de semana de apertura. Hizo $525,000 del jueves a la noche como un preestreno y $4.7 millones en su primer día. Logró reunir $11.7 millones, acabando en tercer lugar en la taquilla.
Ganancia: La película tuvo una ganancia de $51 621 140.

### Críticas
En Rotten Tomatoes, el filme tiene una calificación de aprobación de 49% basado en 68 comentarios, con un promedio de 5.4/10. El sitio web dice lo siguiente, "Everything, Everything debe conmover con bastante eficacia corazones de adultos jóvenes, pero puede no ser lo suficientemente absorbente como para atraer a los espectadores menos gustosos del melodrama." En Metacritic, le asigna una calificación normalizada de 52 sobre 100, basado en 24 críticas, indicando "críticas mixtas". En CinemaScore, la audiencia le da una "A−" en la escala de A+ a F.